# Cân bằng nội môi năng lượng
Trong sinh học, cân bằng nội môi năng lượng, hoặc kiểm soát cân bằng năng lượng của cân bằng nội môi, là một quá trình sinh học bao gồm sự điều hòa quá trình cân bằng nội môi của lượng thức ăn (dòng năng lượng) và tiêu hao năng lượng (dòng năng lượng). Bộ não con người, đặc biệt là vùng dưới đồi, đóng vai trò trung tâm trong việc điều hòa cân bằng nội môi năng lượng và tạo ra cảm giác đói bằng cách tích hợp một số tín hiệu sinh hóa truyền thông tin về cân bằng năng lượng. Năm mươi phần trăm năng lượng từ chuyển hóa glucose ngay lập tức được chuyển thành nhiệt.
Cân bằng nội môi năng lượng là một khía cạnh quan trọng của năng lượng sinh học.

## Định nghĩa
Ở Hoa Kỳ, năng lượng sinh học được biểu thị bằng cách sử dụng đơn vị năng lượng Calorie với số C (nghĩa là một kilocalorie), bằng với năng lượng cần thiết để tăng nhiệt độ 1 kilôgam nước bằng 1 °C (khoảng 4,18 kJ).
Cân bằng năng lượng, thông qua các phản ứng sinh tổng hợp, có thể được xác định bằng phương trình sau:
Lượng năng lượng (từ thực phẩm và chất lỏng) = Năng lượng tiêu hao (thông qua công việc và nhiệt tạo ra) + Thay đổi năng lượng dự trữ (lưu trữ chất béo và glycogen cơ thể)
Định luật đầu tiên của nhiệt động lực học nói rằng năng lượng có thể không được tạo ra cũng như không bị phá hủy. Nhưng năng lượng có thể được chuyển đổi từ dạng năng lượng này sang dạng năng lượng khác. Vì vậy, khi một lượng calo năng lượng thực phẩm được tiêu thụ, một trong ba tác động đặc biệt xảy ra trong cơ thể: một phần lượng calo đó có thể được lưu trữ dưới dạng mỡ cơ thể, triglyceride hoặc glycogen, chuyển vào tế bào và chuyển thành năng lượng hóa học dưới dạng adenosine triphosphate (ATP - một coenzyme) hoặc các hợp chất liên quan, hoặc tiêu tan dưới dạng nhiệt.

## Năng lượng

### Lượng tiêu thụ
Lượng năng lượng được đo bằng lượng calo tiêu thụ từ thực phẩm và chất lỏng. Lượng năng lượng được điều biến bởi cơn đói, chủ yếu được điều chỉnh bởi vùng dưới đồi, và sự lựa chọn, được xác định bởi các bộ cấu trúc não chịu trách nhiệm kiểm soát kích thích (tức là phản xạ hoạt động và phản xạ có điều kiện) và nhận thức kiểm soát hành vi ăn uống. Cảm giác đói được điều chỉnh một phần bởi tác động của một số hormone peptide và neuropeptide (ví dụ, insulin, leptin, ghrelin và neuropeptide Y, trong số những loại khác) ở vùng dưới đồi.

### Chi tiêu
Chi tiêu năng lượng chủ yếu là một khoản nhiệt nội bộ được sản xuất và công việc bên ngoài. Nhiệt bên trong được tạo ra, chủ yếu là tổng tốc độ trao đổi chất cơ bản (BMR) và hiệu ứng nhiệt của thực phẩm. Công việc bên ngoài có thể được ước tính bằng cách đo mức độ hoạt động thể chất (PAL).

### Cân bằng dương
Cân bằng dương là kết quả của việc tiêu thụ năng lượng cao hơn mức tiêu thụ trong công việc bên ngoài và các phương tiện tiêu hao năng lượng khác của cơ thể.
Các nguyên nhân chính có thể phòng ngừa là:
- Ăn quá nhiều, dẫn đến tăng năng lượng
- Lối sống ít vận động, dẫn đến giảm chi tiêu năng lượng thông qua công việc bên ngoài

Một sự cân bằng tích cực dẫn đến năng lượng được lưu trữ dưới dạng chất béo và/hoặc cơ bắp, gây tăng cân. Trong một khoảng thời gian, thừa cân và béo phì có thể phát triển, với các biến chứng.

### Cân bằng âm
Cân bằng âm là kết quả của tình trạng tiêu thụ năng lượng ít hơn mức tiêu thụ trong công việc bên ngoài và các phương tiện tiêu hao năng lượng khác của cơ thể.
Nguyên nhân chính là do ăn quá ít do các tình trạng y tế như chán ăn, chán ăn tâm thần, bệnh tiêu hóa hoặc do một số trường hợp như nhịn ăn hoặc không tiếp cận được với thực phẩm. Bệnh cường giáp cũng có thể là một nguyên nhân.

### Yêu cầu
Nhu cầu năng lượng bình thường, và do đó lượng năng lượng bình thường, phụ thuộc chủ yếu vào độ tuổi, giới tính và mức độ hoạt động thể chất (PAL). Tổ chức Lương thực và Nông nghiệp (FAO) của Liên Hợp Quốc đã biên soạn một báo cáo chi tiết về nhu cầu năng lượng của con người: Yêu cầu năng lượng của con người (Rome, 17 – 24 tháng 10 năm 2001) Phương pháp cũ hơn nhưng thường được sử dụng và khá chính xác là phương trình Harris-Benedict.
Tuy nhiên, hiện nay vẫn có những nghiên cứu cho thấy liệu việc hạn chế calo dưới các giá trị bình thường có tác dụng có lợi hay không, và mặc dù chúng cho thấy dấu hiệu tích cực ở loài linh trưởng  vẫn không chắc chắn nếu việc hạn chế calo có ảnh hưởng tích cực đến tuổi thọ cho loài linh trưởng và con người. Hạn chế lượng calo có thể được xem là đạt được sự cân bằng năng lượng ở mức tiêu thụ và chi tiêu thấp hơn, và theo nghĩa này, nói chung, không phải là sự mất cân bằng năng lượng, ngoại trừ sự mất cân bằng ban đầu khi chi tiêu giảm chưa khớp với mức giảm lượng thức ăn chúng ta ăn vào.

## Xã hội và văn hoá
Đã có những tranh cãi về các thông điệp cân bằng năng lượng cho thấy việc giảm năng lượng đang được thúc đẩy bởi các nhóm ngành liên quan đến công nghiệp thực phẩm.